# 霍语
霍语（英語：Ho language，瓦兰齐地文：𑢹𑣉𑣉 𑣎𑣋𑣜），是蒙达语族下的語言，屬於南亚语系一支。霍语是印度的主要語言之一，使用者主要为霍人，约104万人，占印度人口的0.103%（2001年）。